# Giuseppe Tonna
Giuseppe Tonna (Gramignazzo di Sissa, 28 maggio 1920 – Brescia, 11 dicembre 1979) è stato uno scrittore, traduttore e docente italiano.

## Biografia
Nato da famiglia contadina, dopo aver frequentato il liceo a Parma si iscrive alla facoltà di lettere dell'Università di Pisa. Per alcuni mesi è ospite della Scuola Normale Superiore di Pisa per condurre studi sulla letteratura latina e greca, in particolare su Virgilio, del quale è un grande ammiratore. Per avvicinarsi alla famiglia, nel periodo bellico, si trasferisce all'Università di Bologna, dove si laurea in letteratura con una tesi sulle Georgiche.
Nel 1959 comincia ad insegnare lettere al liceo classico Arnaldo di Brescia, dove rimane fino al 1979, anno della sua morte. In suo ricordo, ancora oggi la biblioteca della scuola è intitolata a suo nome.
Profondo conoscitore della Grecia antica, Tonna tradusse in prosa dal greco antico i due grandi poemi omerici: prima l'Odissea, dall'edizione di Thomas W. Allen (Oxford, 1938), poi l'Iliade, dall'edizione di David B. Munro e Thomas W. Allen (Oxford, 1920), entrambi per Garzanti.
Fu filologo e studioso di letteratura medievale e rinascimentale, in particolare di Teofilo Folengo, di cui curò una versione in lingua moderna dell'opera Il Baldo, per la casa editrice Feltrinelli, e di Salimbene de Adam, di cui curò una versione critica commentata della sua Cronaca (per Garzanti).
Esordisce con la poesia nel 1941, con il volume di versi Crisalidi sul cammino. Si dedica poi alla prosa pubblicando in vita tre volumi di racconti di ambientazione padana. È pubblicato postumo l'unico romanzo di Tonna, L'ultimo paese, intessuto di memorie personali e testimonianza vivissima di una civiltà, quella contadina, a lui tanto cara ma ormai tramontata.
La sua prosa, precisa e asciutta, si arricchisce di evocazioni preziose tratte tanto dalla favolistica classica quanto dalla tradizione dell'oralità popolare e contadina.
A Giuseppe Tonna è intitolata la Biblioteca Comunale di Sissa, in provincia di Parma.

## Opere
- Crisalidi sul cammino, Parma, 1941
- Le bestie parlano: prose, ed. Guanda, Parma 1951
- Al di qua della siepe, ed. Il Raccoglitore, Parma, 1955
- Uomini, bestie, prodigi, ed. Grafo, Brescia, 1976
- Favole padane, ed. Claudio Lombardi, Milano 1987
- I giorni della caccia, Claudio Lombardi, Milano 1988
- L'ultimo paese, Guanda, Parma 1995

## Traduzioni
- Il Baldo, di Teofilo Folengo, Feltrinelli, Milano 1958
- La Cronaca, di Fra’ Salimbene de Adam, Garzanti, Milano 1964
- Odissea, Omero, Garzanti, Milano 1968
- Iliade, Omero, Garzanti, Milano 1973
- La Massera da bé, di Galeazzo degli Orzi, ed. Grafo, Brescia 1978
- Medea, Ippolito e Le Troiane di Euripide, Garzanti, Milano 1981